# DEN 0255-4700
DENIS 0255-4700是波江座中一颗非常暗淡的棕矮星，视星等只有22.92等，距离太阳系大约有16.2光年（4.97秒差距）。它的自行很大，赤经和赤纬方向分别达到1053 ±11 mas/年和-547 ±6 mas/年。它是离地球最近的光谱分类为L型的棕矮星。这颗十分靠近太阳系的棕矮星由近星研究小组（Research Consortium on Nearby Stars，RECONS）于2006年发现。